# Ramez Naam
Œuvres principales
- Série Nexus

Ramez Naam, né au Caire, est un écrivain américain de science-fiction et d'essais sur les technologies.

## Biographie
Ramez Naam est arrivé aux États-Unis à l'âge de trois ans. 
Il travaille pendant treize ans chez Microsoft sur les logiciels Outlook ou Internet Explorer, ainsi que sur le moteur de recherche Bing.
Il fait partie du mouvement transhumaniste.

## Œuvres

### SérieNexus
1. Nexus, Presses de la Cité, 2014 ((en) Nexus, 2012), trad. Jean-Daniel Brèque  (ISBN 978-2258109179)Réédition, Pocket, coll. « Science-fiction » no 7202, 2016 - Prix Prometheus 2014 et prix Bob Morane 2015
2. Crux, Presses de la Cité, 2016 ((en) Crux, 2013), trad. Jean-Daniel Brèque  (ISBN 978-2258117068)Réédition, Pocket, coll. « Science-fiction » no 7227, 2017
3. Apex, Presses de la Cité, 2017 ((en) Apex, 2015), trad. Jean-Daniel Brèque  (ISBN 978-2258136953)Réédition, Pocket, coll. « Science-fiction » no 7252, 2018 - Prix Philip-K.-Dick 2016

### Essais
- (en) More than Human: Embracing the Promise of Biological Enhancement, Broadway Books, 2005
- (en) The Infinite Resource: The Power of Ideas on a Finite Planet, University Press of New England, 2013